# 유동훈 (공무원)
유동훈(劉東勳, 음력 1959년 9월 8일  ~ , 서울특별시)은 대한민국의 공무원이다. 문화체육관광부 제2차관을 지냈다.

## 경력
- 중경고등학교 졸업
- 동아대학교 경영학과 학사
- 일리노이 대학교 대학원 광고학 석사

- 국정홍보처 홍보기획과장
- 국정홍보처 혁신기획관
- 주브라질대사관 공사참사관
- 외교안보연구원
- 한국예술종합학교 사무국장
- 문화체육관광부 국민소통실 홍보정책관
- 문화체육관광부 대변인
- 문화체육관광부 국민소통실장
- 문화체육관광부 2차관
- 동아대학교 사회과학대학 미디어커뮤니케이션학과 석좌교수
- 동아대학교 대외부총장
- 제11대 충남연구원 원장

| 전임 김종 | 제7대 문화체육관광부 제2차관 2016년 11월 18일 ~ 2017년 6월 9일 | 후임 노태강 |